# Es geht eine helle Flöte
Es geht eine helle Flöte ist ein deutsches Volkslied aus der Zeit des Nationalsozialismus, das 1938 von Hans Baumann geschaffen wurde.
In vier Strophen, die sich dieselbe Auftakt- und zugleich Refrainzeile „Es geht eine helle Flöte, der Frühling ist über dem Land“ teilen, wird der Frühling begrüßt. Die von Melodie und Text evozierte Aufbruchsstimmung hat trotz des scheinbar harmlosen Texts eine politische Dimension.

## Geschichte
Der Lehrer und Funktionär der Hitlerjugend Hans Baumann verfasste 1938 Text und Melodie des Liedes und veröffentlichte es in seiner Sammlung Der helle Tag. Nach dem Ende des Zweiten Weltkriegs nahm er es in sein erstmals 1948 veröffentlichtes Buch Die helle Flöte auf. Das Lied findet sich in zahlreichen Liedersammlungen. Dem Musikwissenschaftler Thomas Phleps zufolge war der im Nationalsozialismus als musisches Talent geltende Hans Baumann neben dem Komponisten Heinrich Spitta (1902–1972) „Hauptlieferant von Melodie und Text der HJ“. Aus dem Umfeld der 68er-Bewegung wurde das Lied rückblickend als „verlogene Schnulze der Hitlerjugend“ bezeichnet.